# Badminton bei den Sukan Malaysia 2010
Badminton wurde bei den Sukan Malaysia 2010, den malaysischen Nationalspielen, vom 11. bis zum 18. Juni 2010 in Malakka in fünf Einzel- und zwei Teamdisziplinen gespielt.

## Sieger und Platzierte
| Disziplin    | Gold                                     | Silber                        | Bronze                                      |
| ------------ | ---------------------------------------- | ----------------------------- | ------------------------------------------- |
| Herreneinzel | Arif Abdul Latif                         | Chong Wei Feng                | Daren Liew                                  |
| Dameneinzel  | Tee Jing Yi                              | Stephanie Shalini             | Florah Ng Siew Fong                         |
| Herrendoppel | Teo Kok Siang Tan Wee Kiong              | Yew Hong Kheng Chan Peng Soon | Cheah Liek Hou Goh V Shem                   |
| Damendoppel  | Ng Hui Ern Ng Hui Lin                    | Chong Sook Chin Woon Khe Wei  | Amelia Alicia Anscelly Marylen Ng Poau Leng |
| Mixed        | Vountus Indra Mawan Marylen Ng Poau Leng | Tan Aik Quan Ng Sin Er        | Goh V Shem Vivian Hoo Kah Mun               |
| Herrenteam   | Kedah                                    | Malakka                       | Johor                                       |
| Damenteam    | Kuala Lumpur                             | Selangor                      | Sabah                                       |